# Новое (Брянская область)
Новое — деревня в Брасовском районе Брянской области, в составе Столбовского сельского поселения. 

## География
Расположена в 6 км к югу от села Глоднево.

## История
Упоминается с первой половины XVII века в составе Глодневского стана Комарицкой волости; историческое название — деревня Авчухи (Овчухи), или Нижние Авчухи (в отличие от Верхних Авчухов — одноимённого села, ныне Верхнее). Входила в приход сёл Глоднево и Авчухи.
До 1778 года в Севском уезде, в 1778—1782 гг. в Луганском уезде, в 1782—1928 гг. — в Дмитровском уезде (с 1861 — в составе Веребской волости, с 1923 в Глодневской волости). В XIX веке — владение Кушелевых-Безбородко; была известна гончарным ремеслом.
С 1929 года — в Брасовском районе. С 1920-х гг. до 2005 года входила в состав Городищенского (2-го) сельсовета.
В 1964 г. Указом Президиума ВС РСФСР деревня Нижние Авчухи переименована в Новое.

## Население
| 2010 | 2013 |
| ---- | ---- |
| 28   | ↘22  |

| Годы      | 1858 | 1866 | 1894 | 1920 | 1926 | 1979 | 1989 | 2002 | 2010 |
| --------- | ---- | ---- | ---- | ---- | ---- | ---- | ---- | ---- | ---- |
| Население | 393  | 425  | 520  | 663  | 740  | 197  | 107  | 58   | 26   |